# Umán (Ucrania)
Umán (del ucraniano: У́мань) [ˈumɐnʲ]ⓘ forma arcaica: Гумань) es una localidad ucraniana que está situada en el óblast de Cherkasy. Es un centro de peregrinaje internacional de los judíos jasídicos. Alrededor de la tumba del rabino y místico Najman de Breslav, también conocido como Najmán de Breslov, fundador de la rama del jasidismo de Breslev, se reúnen cada año para celebrar allá el Rosh Ha-Shaná, o fin de año judío (por los alrededores de septiembre y octubre), miles de peregrinos de todo el mundo. El año 2010 llegaron a ser entre 25 000 y 35 000, de acuerdo con diferentes medios. El nombre Breslev se refiere al municipio de la provincia de Vínnitsa. Umán cuenta con el parque y jardín botánico, Sofía, uno de los parques más bellos y poco conocidos de Europa, el parque cuenta con varios lagos, y zonas temáticas. En 2021 tenía una población estimada de 82 154 habitantes.

## Galería

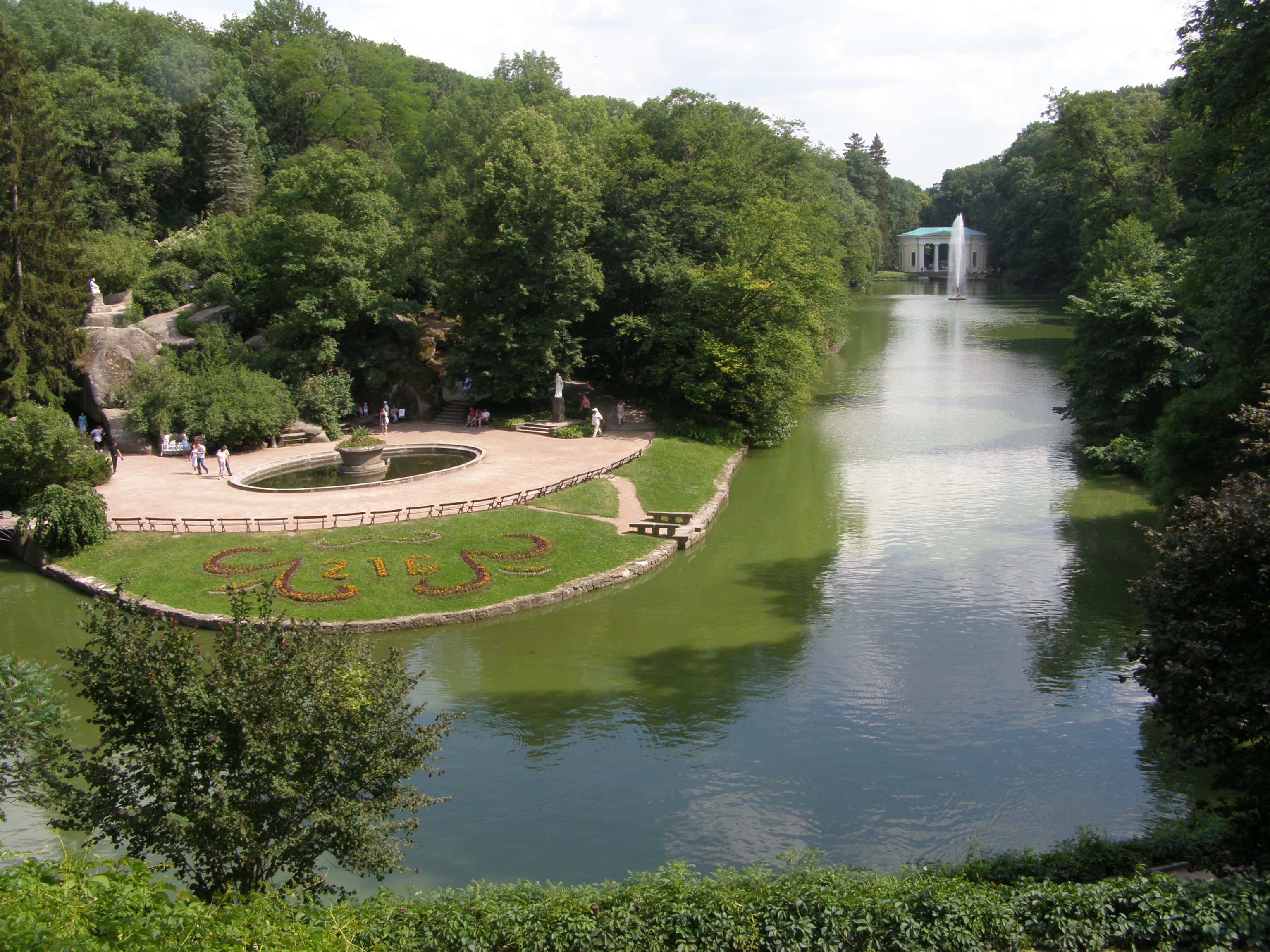
Parque Sofiyivka
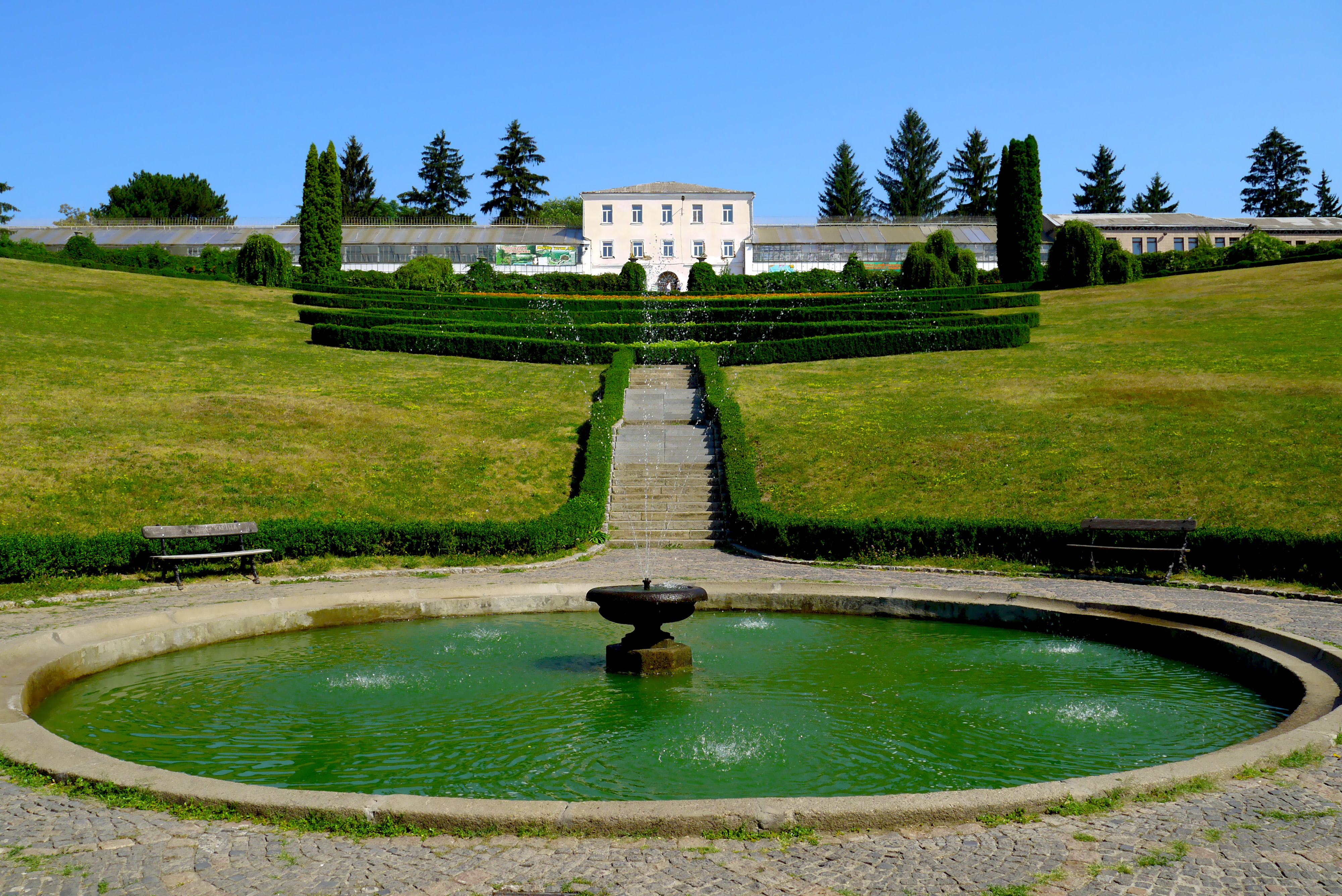
«Парк Софіївка»
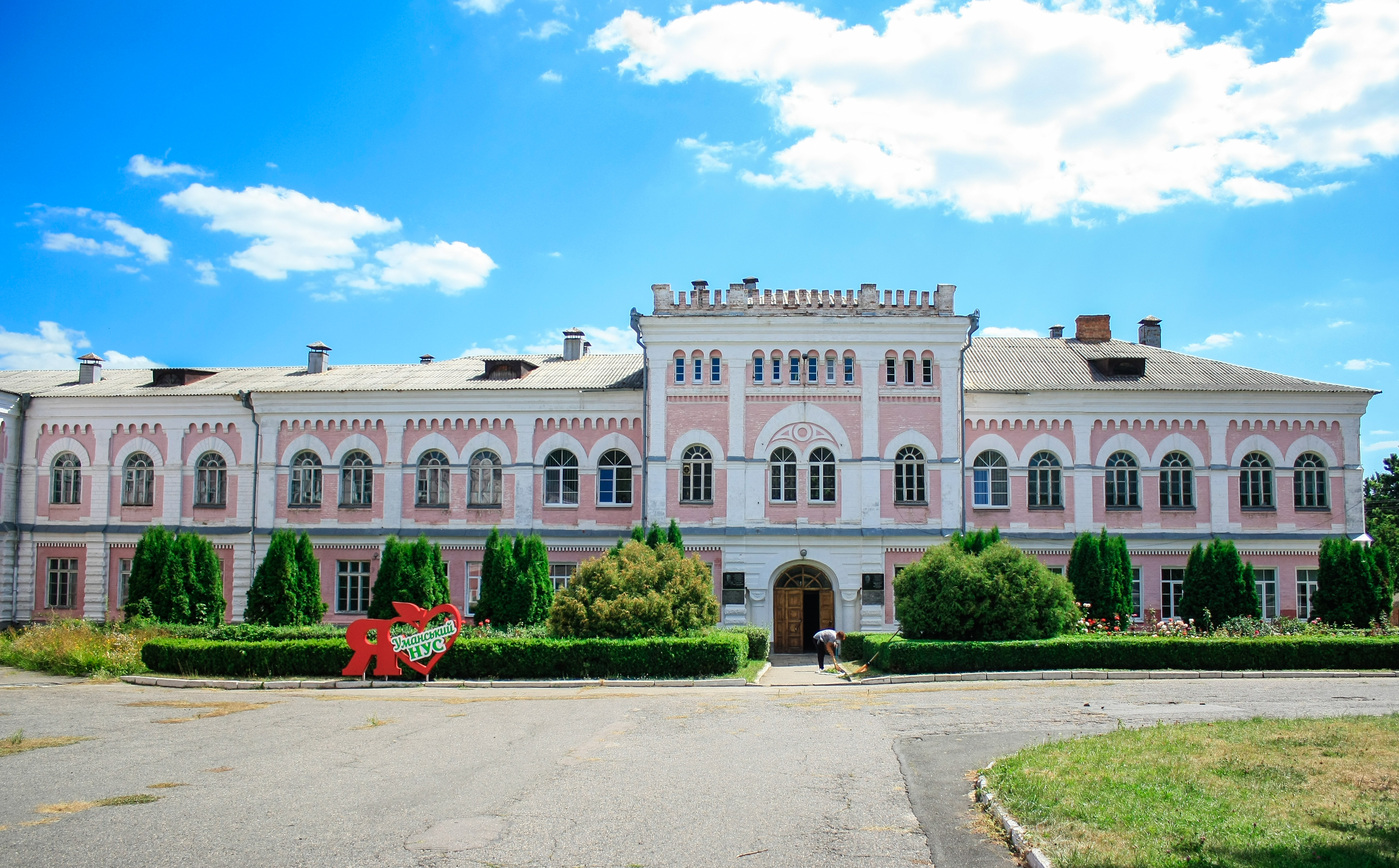
Universidad Nacional de Horticultura
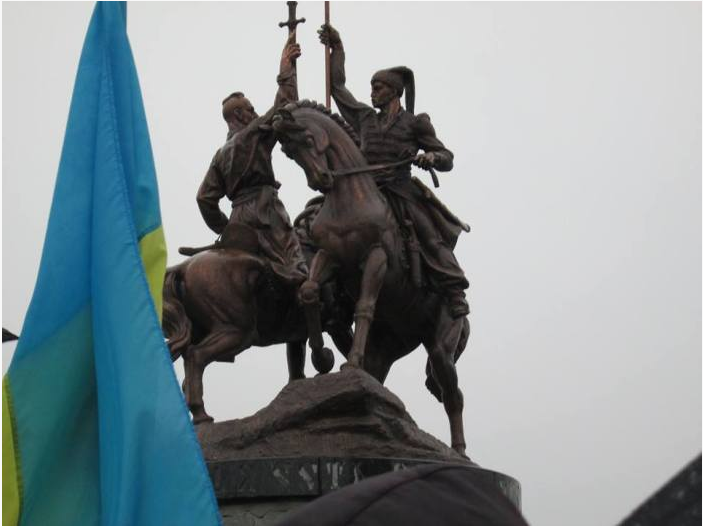
Gonta y Zalizniak